# Getchertikitz
Getchertikitz è il quinto album di Ric Ocasek, pubblicato nel 1996 dall'etichetta discografica Sound Effects Company.

## Tracce
1. Quiet Please Performance in Progress (Gillian McCain) - 0:57
2. The Big Picture (Ric Ocasek) - 1:28
3. The History of Glances (McCain) - 1:32
4. Tell Me (Alan Vega) - 1:54
5. Crowds (Ocasek) - 1:47
6. Takings a Break from Gods & Monsters (McCain) - 0:37
7. Smell War (Vega) - 3:31
8. Quivering (Ocasek) - 1:15
9. Judith in Disgust (McCain) - 1:06
10. Train (Vega) - 3:33
11. All Men Should Be Boxers (Ocasek) - 1:01
12. Mechanics of Fluid (McCain) - 1:08
13. Living Crazed (Vega) - 1:32
14. Attempted Suicide (Ocasek) - 1:48
15. And Jesus Said that Whores Will Be the First to Enter the Kingdom Of (McCain) - 3:31
16. No Way (Vega) - 2:34
17. Livingroom Lamplight Odyssey (Ocasek) - 3:14
18. Listen up, Saint Francis (McCain) - 0:59
19. Gangland Scag (Vega) - 2:16
20. Daily Events Book (Ocasek) - 2:00
21. With Eight Essential Vitamins (McCain) - 1:44
22. Metal Eyes (Vega) - 2:41
23. A Certain Blindness (Ocasek) - 2:04
24. Ghosts Before Breakfast (McCain) - 1:46
25. Shoot the Fucker (Vega) - 1:33
26. Everyone F--K  (McCain) - 3:00